# Agrotis nicotrai
Agrotis nicotrai là một loài bướm đêm trong họ Noctuidae.